# Antonio Sanz Cerrada
Antonio María Sanz Cerrada (Miedes de Atienza, ca. 1870 - Madrid, 14 de julio de 1939) fue un sacerdote y periodista español. 

## Biografía
Nació en Miedes (Guadalajara), hijo de Gumersindo Sanz y Ramona Cerrada. Ordenado sacerdote, fue capellán de la iglesia de Santa María Magdalena en Madrid. En 1889 participó en el primer Congreso Católico Nacional Español. A finales del siglo XIX se trasladó a México, donde pasó treinta años  y defendió la prensa católica, también conocida como «buena prensa». Durante la década de 1900 escribió en el Mundo Católico, desde el que se propuso establecer el «reinado social de Jesucristo», cumplir con los deseos de León XIII en su encíclica Rerum novarum y seguir los consejos de los obispos mexicanos, ideas que sostendría la Asociación Prensa Católica Nacional tras su fundación en 1909. Posteriormente dirigió la Revista Popular.
Antonio Sanz Cerrada fue párroco de Mixcoac. Durante la Revolución Mexicana estuvo varias veces encarcelado. De acuerdo con Juan Marín del Campo, le incendiaron la casa y tuvo que salir de México «a uña de caballo». En 1926 publicó en Los Ángeles Las catacumbas en Méjico o la tiranía bolchevique, que fue uno de los libros más difundidos por la prensa conservadora española sobre la persecución religiosa en México. También denunció las expropiaciones efectuadas por el gobierno mexicano a los españoles residentes en el país.
En 1927 regresó a España y tuvo la iniciativa de fundar allí un seminario para mexicanos, que contó con el beneplácito del cardenal Enrique Reig Casanova. Fue redactor del diario integrista madrileño El Siglo Futuro, en el que realizó una campaña en favor de los católicos mexicanos perseguidos, de la que se hizo eco L'Osservatore Romano. Con el seudónimo de «El cura-párroco de Mixcoac», fue uno de los editorialistas más agresivamente anti-callistas.
En El Siglo Futuro escribiría una columna titulada «Mesa revuelta» con el seudónimo de «Fray Junípero», destacándose por ser uno de los colaboradores más combativos del periódico. En 1930 mantuvo una intensa polémica con «Heliófilo», redactor de El Sol, y en septiembre del mismo año manifestaría en una entrevista en el Heraldo de Madrid, en la que se le presentaba como «el más popular de los escritores de la  ultraderecha», que toda la prensa liberal y de izquierdas debía «quemarse».
En Madrid residió en el Hospital de San Pedro para sacerdotes, en la calle de San Bernardo, 101. Mantuvo amistad con José María Escrivá, razón por la que el fundador del Opus Dei leía El Siglo Futuro.
Tras estallar la Guerra Civil Española estuvo preso en el Madrid republicano. Fue liberado de la cárcel tras la conquista de Madrid por las tropas franquistas, pero falleció a los pocos meses, en julio de 1939. Según el testimonio de Marín del Campo, Sanz Cerrada le habría manifestado poco antes de morir que deseaba conseguir el dinero suficiente para irse otra vez a México «a luchar allí por Dios como antes».

## Obras
- Las catacumbas en Méjico o la tiranía bolchevique (Los Ángeles, Vincent Printing Co, 1926)